# Chéri Hérouard
Chéri Hérouard (* 6. Januar 1881 in Rocroi; † 2. Juni 1961 in Paris) war ein französischer Illustrator. Bekannt ist er vor allem durch seine jahrzehntelange Mitarbeit als Zeichner für das Magazin La Vie Parisienne, sowie durch seine erotischen Zeichnungen, die er unter dem Pseudonym Herric veröffentlichte.

## Leben und Werk
Hérouard wurde als Darling-Louis-Marie-Aime Haumé 1881 in Rocroi an der französisch-belgischen Grenze geboren. Sein Vater starb noch vor seiner Geburt bei einem Reitunfall und bei der Wiederverheiratung seiner Mutter erhielt er den Namen des Stiefvaters Hérouard. 1884 zog die Familie in das bretonische Pontivy, wo Hérouard bis zum 12. Lebensjahr die Schule besuchte, danach zog die Familie nach Meaux, wo er mit 16 das Baccalauréat machte. Ebenfalls in Meaux heiratete er am 17. August 1903 Blanche Henriette Tabillon.
Seine Eltern wollten ihn auf die Militärschule Saint-Cyr schicken, er jedoch wollte Künstler werden und wurde in diesem Sinn beiläufig von Anatole France ermutigt, dem er begegnete, als er dem Verleger Calmann-Lévy eine Arbeitsmappe vorlegen wollte. 1902 wurden erstmals Zeichnungen von ihm in Le Journal de la Jeunesse abgedruckt. In den folgenden Jahren arbeitete er für diese und andere Jugendzeitschriften (La Semaine de Suzette, Mon Journal), wobei er speziell Bildgeschichten voller Elfen und anderer Zauberwesen schuf, weshalb Hérouard auch zu den frühen Pionieren des Comics gezählt wird.
1905 hatte Charles Saglio, dem das Petit Journal de la Jeunesse gehörte, das Magazin La Vie Parisienne übernommen, damals schon hauptsächlich seiner erotischen Abbildungen und Geschichten halber geschätzt. Er wollte, dass Hérouard für das Magazin arbeitete, dieser jedoch zögerte und hielt sich für nicht geeignet. 1907 erschien schließlich die erste Zeichnung Hérouards in La Vie Parisienne, für das er bis 1952 hunderte von Zeichnungen fertigen sollte, darunter zahlreiche Titelbilder, vor allem in den Jahren 1916 bis 1930.
Außerdem arbeitete Hérouard als Buchillustrator und schuf nach dem Krieg Bildgeschichten für die Jugendzeitschrift Pierrot, darunter Gil Blas de Santillane (1949), Tambour Battant (1950) und Le Capitaine Eclair (1951). Unter dem Pseudonym Herric ist er als Verfasser eines Œuvres erotischer Zeichnungen bekannt, deren Schwerpunkt einige Fetischthemen wie Klismaphilie und Sadomasochismus bilden.

## Veröffentlichungen (Auswahl)
- Ernest Daudet: Jeunes filles d'autrefois. Ambert 1909
- Jacques Mauvain: Leurs pantalons. Daragon, Paris 1911, Neuausgabe Jean Fort, Paris 1923 (1 farbiges Frontispiz und 9 schwarzweiße Illustrationen)
- Charles Folëy: Les Confidences galantes. Ambert 1921 (44 Zeichnungen)
- Jean Martinet: Matée par le fouet. Éditions Prima, Paris 1930
- Walter Flog: Cinglants châtiments. Éditions Prima, Paris 1932 (12 Illustrationen)
- André Vergereau: L'Infernale fouetteuse. Éditions Prima, Paris 1935. (12 Illustrationen)
- Liane Delorys (d. i. Liane de Lauris): Joujou ou Les Libertinages du travesti. Aux Galants Passe-temps (= Jean Fort), Paris 1936 (16 Heliogravüren)
- G. Donville (d. i. Liane de Lauris): Le Libertinage du retroussé. Aux Galants Passe-temps, Paris 1937 (16 Illustrationen)
- Jean Martinet: Venez ici, qu'on vous fouette ! Éditions Prima, Paris 1938 (12 schwarzweiße Illustrationen)
- Jean Claqueret: Pantalons sans défense. Jean Fort, Paris 1938 (10 Illustrationen)
- G. Donville (d. i. Liane de Lauris): Les Confidences de Chérubin. Aux Galants Passe-temps, Paris 1939 (16 Heliogravüren)
- Liane Delorys (d. i. Liane de Lauris): L'Écrin du rubis ou Les Délices des dessous. Au Cabinet du Livre (= Jean Fort), Paris 1939 (10 Illustrationen)